# استان هاسکوو
استان هاسکوو یکی از استان‌های کشور بلغارستان است. مساحت این استان ۵٬۵۳۳٫۳ کیلومتر مربع و جمعیت آن ۲۴۲٬۰۳۰ نفر است.
همچنین شهر هاسکوو مرکز این استان است.

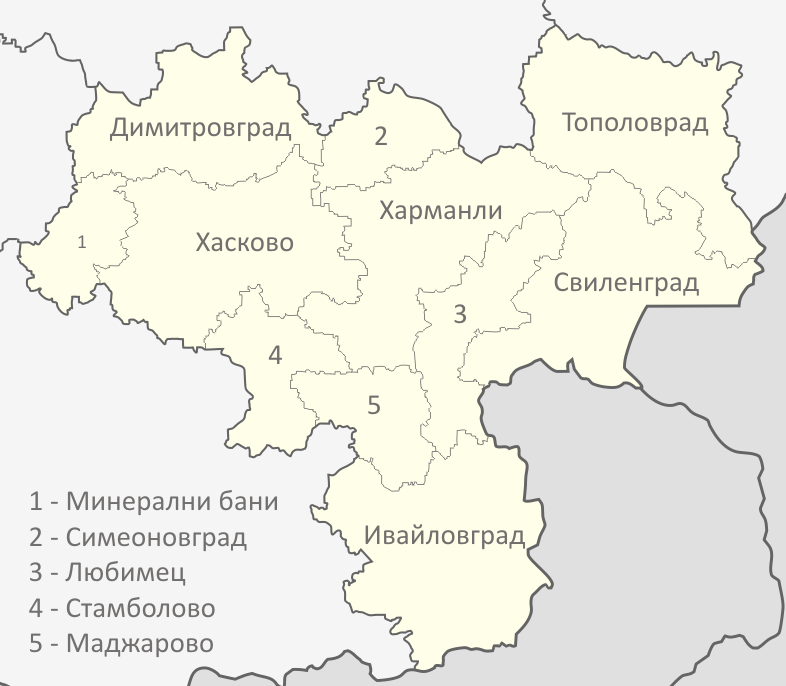